# Hubal (film)
Hubal – polski film wojenny w reżyserii Bohdana Poręby z 1973 r. opisujący losy oddziału kawalerii majora Henryka Dobrzańskiego (pseud. Hubal), ostatniej, regularnej jednostki wojsk II Rzeczypospolitej, który nie złożył broni po przegranej kampanii wrześniowej.

## Historia
Według wspomnień reżysera, na początku lat 70. XX wieku wezwano go do Ministerstwa Kultury, gdzie okazano mu gotowy scenariusz autorstwa Jana Józefa Szczepańskiego, jednocześnie proponując nakręcenie filmu. Bohdan Poręba propozycję przyjął, wymógł jednak usunięcie kilku scen (romansu dowódcy z chłopką i rozstrzelania jeńców niemieckich). Gotowy film nie uniknął problemów z cenzurą – zamierzano wyciąć scenę z mszy porannej w Boże Narodzenie, w trakcie której intonowana jest pieśń Boże, coś Polskę. Reżyser uniknął tego dzięki opinii ministra obrony narodowej, gen. Wojciecha Jaruzelskiego, który zwięźle pochwalił film po zaimprowizowanym specjalnie dla niego pokazie.
Film nie ma scenarzysty w czołówce, gdyż Jan Józef Szczepański wycofał się po zmianach wprowadzonych przez reżysera.

## Obsada
| Rola                                             | Aktor                    |
| ------------------------------------------------ | ------------------------ |
| major Henryk Dobrzański (pseud. Hubal)           | Ryszard Filipski         |
| Marianna Cel (pseud. Tereska)                    | Małgorzata Potocka       |
| kapitan Maciej Kalenkiewicz (pseud. Kotwicz)     | Tadeusz Janczar          |
| rotmistrz Stanisław Sołtykiewicz                 | Emil Karewicz            |
| Maruszewski                                      | Andrzej Kozak            |
| ksiądz Ludwik Mucha                              | Zygmunt Malanowicz       |
| pułkownik Leopold Okulicki (pseud. Miller)       | Józef Nowak              |
| kapitan Józef Bolesław Grabiński (pseud. Pomian) | Stefan Szmidt            |
| nauczyciel Stoiński (pseud. Brzoza)              | Zygmunt Wiaderny         |
| oficer Gestapo                                   | Bogusław Sochnacki       |
| ksiądz Edward Ptaszyński                         | Kazimierz Wichniarz      |
| kapral Stanisław Wiśniewski                      | Jerzy Braszka            |
| plutonowy Józef Alicki                           | Stanisław Niwiński       |
| Bania, członek oddziału Hubala                   | Tadeusz Schmidt          |
| kapral Franciszek Głowacz „Lis”                  | Jerzy Aleksander Braszka |

## Nagrody
- 1974 – Ryszard Filipski Łagów (Lubuskie Lato Filmowe) Gwiazda Filmowego Sezonu
- 1974 – Bohdan Poręba Łagów (Lubuskie Lato Filmowe) Złoty bilet (nagroda kierowników kin)
- 1976 – Małgorzata Potocka Nagroda im. Zbyszka Cybulskiego (do 1986 przyznawana przez tygodnik Ekran)
- 1973 – Ryszard Filipski Nagroda Ministra Obrony Narodowej I stopnia;
- 1973 – Bohdan Poręba Nagroda im. Włodzimierza Pietrzaka
- 1974 – Bohdan Poręba Sopot FF Statuetka Wolności
- 1974 – Ryszard Filipski Panama MFF nagroda aktorska
- 1973 – Ryszard Filipski Złota Kamera (przyznawana przez pismo Film) najlepszy aktor lub debiut aktorski